# NK Mladost Fažana
NK Mladost je nogometni klub iz Fažane osnovan 1961.
Trenutačno se natječe u 4 NL NS Rijeka. Igralište im se zove "Igralište Oliva" i trenutačno se natječu u 4. NL NS Rijeka ligi.

## Vanjske poveznice
- NK Mladost Fažana  Arhivirana inačica izvorne stranice od 2. siječnja 2014. (Wayback Machine) - službene stranice